# Nicolet-Yamaska
Pour l’article homonyme, voir Nicolet-Yamaska (circonscription provinciale).
Nicolet-Yamaska est une municipalité régionale de comté (MRC) du Québec (Canada) située dans la région administrative du Centre-du-Québec.  Elle est composée de 16 municipalités et son chef-lieu est Nicolet. Sa préfète est Geneviève Dubois.

## Géographie
La MRC de Nicolet-Yamaska est située sur la rive sud du fleuve Saint-Laurent, face à l’agglomération trifluvienne. Son étendue, d’une superficie d’environ un millier de kilomètres carrés, est bornée, en aval du fleuve, par la rivière Bécancour et excède, en amont, la rivière Saint-François. Les rivières Nicolet et Nicolet-Sud-Ouest drainent sa partie centrale.
Son ouverture sur le fleuve s’étend sur les 35 kilomètres de berges du Lac Saint-Pierre. À cette hauteur, le territoire de la MRC pénètre la plaine fluviale sur une profondeur irrégulière moyenne d’une quinzaine de kilomètres. En aval du lac, le territoire de la MRC est distancié du fleuve par le secteur Saint-Grégoire de la ville de Bécancour et son éloignement dans les terres se termine au-delà de l’autoroute 20. 
Le territoire de la MRC de Nicolet-Yamaska compte parmi les sols les plus fertiles du Québec et bénéficie d’un microclimat tempéré induit par le Lac Saint-Pierre et le fleuve Saint-Laurent. La Loi sur la protection du territoire et des activités agricoles (L.R.Q., ch. P-41.1) assujettit 97 % de cette plaine. Près du tiers (27 %) de sa superficie est sous couvert forestier.
La MRC de Nicolet-Yamaska est constituée de seize municipalités de type village et paroisse ainsi que d’une seule ville, Nicolet. Alors que cette dernière compte près de 8 000 habitants, les autres municipalités regroupent une moyenne de moins de 1 000 personnes. Néanmoins, le pôle formé par les municipalités de Saint-François-du-Lac et Pierreville regroupe près de 4400 personnes et la municipalité de Saint-Léonard-d’Aston 2200 personnes environ. 
Il est à noter que le territoire contient également une réserve amérindienne Abénakis « Odanak » située en bordure de la rivière Saint-François à proximité du village de Pierreville et sur laquelle vivent plus de 400 personnes.

### Entités territoriales
La MRC est constituée de seize municipalités locales. Son territoire inclut aussi une réserve indienne qui n'en fait pas juridiquement partie.
| Nom                       | Statut                   | Population 2021 | Superficie (km2) | Densité (h/km2) | Ref. |
| ------------------------- | ------------------------ | --------------- | ---------------- | --------------- | ---- |
| Aston-Jonction            | Municipalité             | 441             | 26,22            | 16,82           |      |
| Baie-du-Febvre            | Municipalité             | 961             | 173,2            | 5,55            |      |
| Grand-Saint-Esprit        | Municipalité             | 488             | 27,2             | 17,94           |      |
| La Visitation-de-Yamaska  | Municipalité             | 295             | 43,5             | 6,78            |      |
| Nicolet                   | Ville                    | 8 620           | 129,2            | 66,72           |      |
| Odanak                    | Réserve indienne         | 481             | 5,64             | 85,28           |      |
| Pierreville               | Municipalité             | 2 104           | 124,9            | 16,85           |      |
| Saint-Célestin            | Municipalité de village  | 892             | 1,41             | 632,62          |      |
| Saint-Célestin            | Municipalité             | 594             | 77,7             | 7,64            |      |
| Saint-Elphège             | Municipalité de paroisse | 251             | 42,2             | 5,95            |      |
| Saint-François-du-Lac     | Municipalité             | 1 898           | 83,4             | 22,76           |      |
| Saint-Léonard-d'Aston     | Municipalité             | 2 530           | 84,8             | 29,83           |      |
| Saint-Wenceslas           | Municipalité             | 1 167           | 79,7             | 14,64           |      |
| Saint-Zéphirin-de-Courval | Municipalité de paroisse | 707             | 71,7             | 9,86            |      |
| Sainte-Eulalie            | Municipalité             | 984             | 86               | 11,44           |      |
| Sainte-Monique            | Municipalité             | 512             | 59,6             | 8,59            |      |
| Sainte-Perpétue           | Municipalité de paroisse | 916             | 71,7             | 12,78           |      |
| Total                     | Total                    | 23 848          | 1 007,09         | 23,68           |      |

## Démographie
| 2016   | 2021   |
| ------ | ------ |
| 23 159 | 23 848 |

## Histoire
La MRC de Nicolet Yamaska a été constituée le 1er janvier 1982. À sa constitution, la MRC comptait 27 municipalités. À la suite de fusions municipales, la MRC compte maintenant 16 municipalités. Le mandat principal conféré par la loi aux MRC est l'aménagement du territoire. Le premier schéma d'aménagement du territoire est entré en vigueur le 2 octobre 1987. En remplacement de ce document de planification du territoire, la MRC a adopté un Schéma d'aménagement et de développement révisé le 21 janvier 2011, qui est entré en vigueur le 19 mai 2011.

## Services
En plus de réaliser l'aménagement du territoire, la MRC s'est dotée de différents services au fil du temps. Ainsi, elle offre le service d'évaluation foncière à l'ensemble de ses municipalités depuis 1995. En 2011, elle offrait le service d'inspection en bâtiment à 11 municipalités. À ces services s'ajoutent l'inspection et l'entretien des cours d'eau, l'inspection pour l'abattage d'arbres, les programmes d'aide à la rénovation résidentielles et la géomatique.

## Administration
| Période                                  | Période  | Identité         | Étiquette                               | Qualité             |
| ---------------------------------------- | -------- | ---------------- | --------------------------------------- | ------------------- |
| 1982                                     | 1985     | Réal Lambert     | Maire de Sainte-Perpétue                |                     |
| 1985                                     | 1987     | Élie Leblanc     | Maire de Saint-Jean-Baptiste-de-Nicolet |                     |
| 1987                                     | 1993     | Benoit Thibodeau | Maire d'Aston-Jonction                  |                     |
| 1993                                     | 1997     | Pierre Lampron   | Maire de Sainte-Perpétue                |                     |
| 1997                                     | 2001     | Daniel McMahon   | Maire de Nicolet                        |                     |
| 2001                                     | 2009     | Raymond Bilodeau | Maire de Saint-Wenceslas                |                     |
| 2009                                     | 2014     | Alain Drouin     | Maire de Nicolet                        |                     |
| 2014                                     | 2017     | Marc Descôteaux  | Maire de Sainte-Monique                 | Ingénieur mécanique |
| 2017                                     | En cours | Geneviève Dubois | Mairesse de Nicolet                     | Administratrice     |
| Les données manquantes sont à compléter. |          |                  |                                         |                     |